# بخش کوهین
بخش کوهین یکی از بخش‌های شهرستان قزوین در استان قزوین ایران است.

## تقسیمات کشوری
- بخش کوهین
  - دهستان ایلات قاقازان شرقی
  - دهستان ایلات قاقازان غربی

شهرها: کوهین

## جمعیت
بنابر سرشماری مرکز آمار ایران، جمعیت بخش کوهین شهرستان قزوین در سال ۱۳۸۵ برابر با ۱۷۷۶۰ نفر بوده است.